# Bassin de l'Airou
Bassin de l'Airou este o arie protejată (sit de importanță comunitară — SCI) din Franța întinsă pe o suprafață de 852,69 ha, integral pe uscat.

## Localizare
Centrul sitului Bassin de l'Airou este situat la coordonatele 48°50′39″N 1°21′26″W / 48.84417°N 1.35722°V.

## Înființare
Situl Bassin de l'Airou a fost declarat arie specială de conservare în baza directivei 92/43 din 1992 referitoare la conservarea habitatelor naturale și a faunei și florei sălbatice pentru a proteja 7 specii de animale.

## Biodiversitate
Situată în ecoregiunea atlantică, aria protejată nu include niciun habitat protejat.
La baza desemnării sitului se află mai multe specii protejate:
- nevertebrate (2): Margaritifera margaritifera, Oxygastra curtisii
- pești (5): zglăvoacă (Cottus gobio), Cottus perifretum, cicar (Lampetra planeri), Petromyzon marinus, somonul (Salmo salar)

Pe lângă speciile protejate, pe teritoriul sitului au mai fost identificate 2 specii de pești.